# Saclay
Saclay je město v jihozápadní části metropolitní oblasti Paříže ve Francii v departmentu Essonne a regionu Île-de-France. Od centra Paříže je vzdálené 18,7 km.
Nachází se zde univerzitní a výzkumné centrum CEA Paris-Saclay a centrum francouzského jaderného výzkumu.

## Sousední obce
Saclay sousedí s Toussus-le-Noble, Jouy-en-Josas, Bièvres, Villiers-le-Bâcle, Vauhallan, Gif-sur-Yvette, Saint-Aubin, Orsay a Palaiseau.

## Vývoj počtu obyvatel
Počet obyvatel

## Partnerská města
- Ballincollig, Irsko
- Mechterstädt, Německo